# Фуквил
Фуквил (фр. Fouqueville) насеље је и општина у северној Француској у региону Горња Нормандија, у департману Ер која припада префектури Евре.
По подацима из 2011. године у општини је живело 459 становника, а густина насељености је износила 56,11 становника/km². Општина се простире на површини од 8,18 km². Налази се на средњој надморској висини од 162 метара (максималној 166 m, а минималној 108 m).

## Демографија
| 1962. | 1968. | 1975. | 1982. | 1990. | 1999. | 2011. |
| ----- | ----- | ----- | ----- | ----- | ----- | ----- |
| 189   | 199   | 283   | 413   | 433   | 424   | 459   |

График промене броја становника у току последњих година